# デカポリス

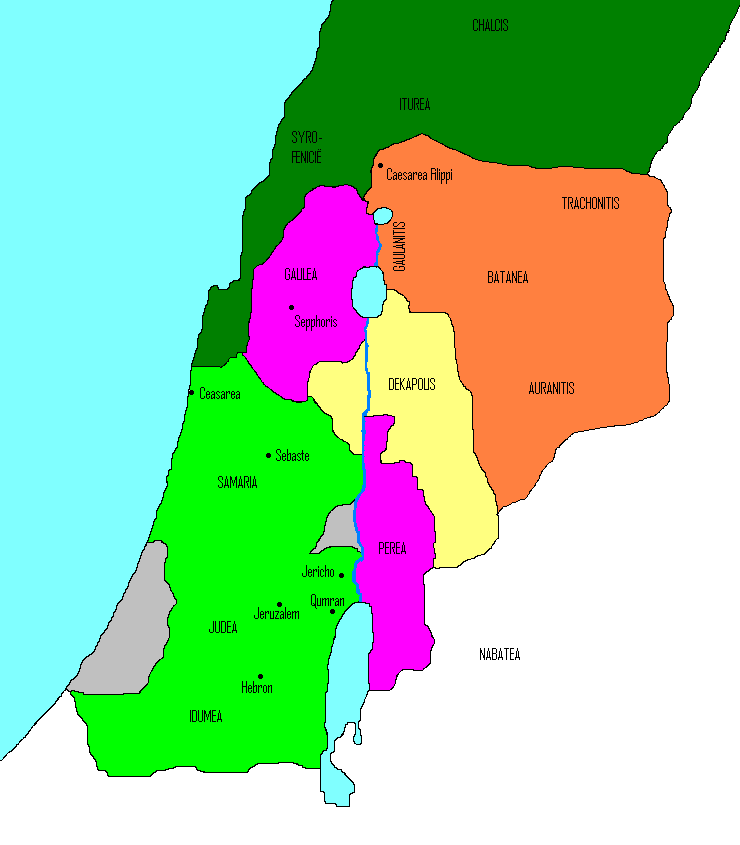
デカポリスの位置（黄色）

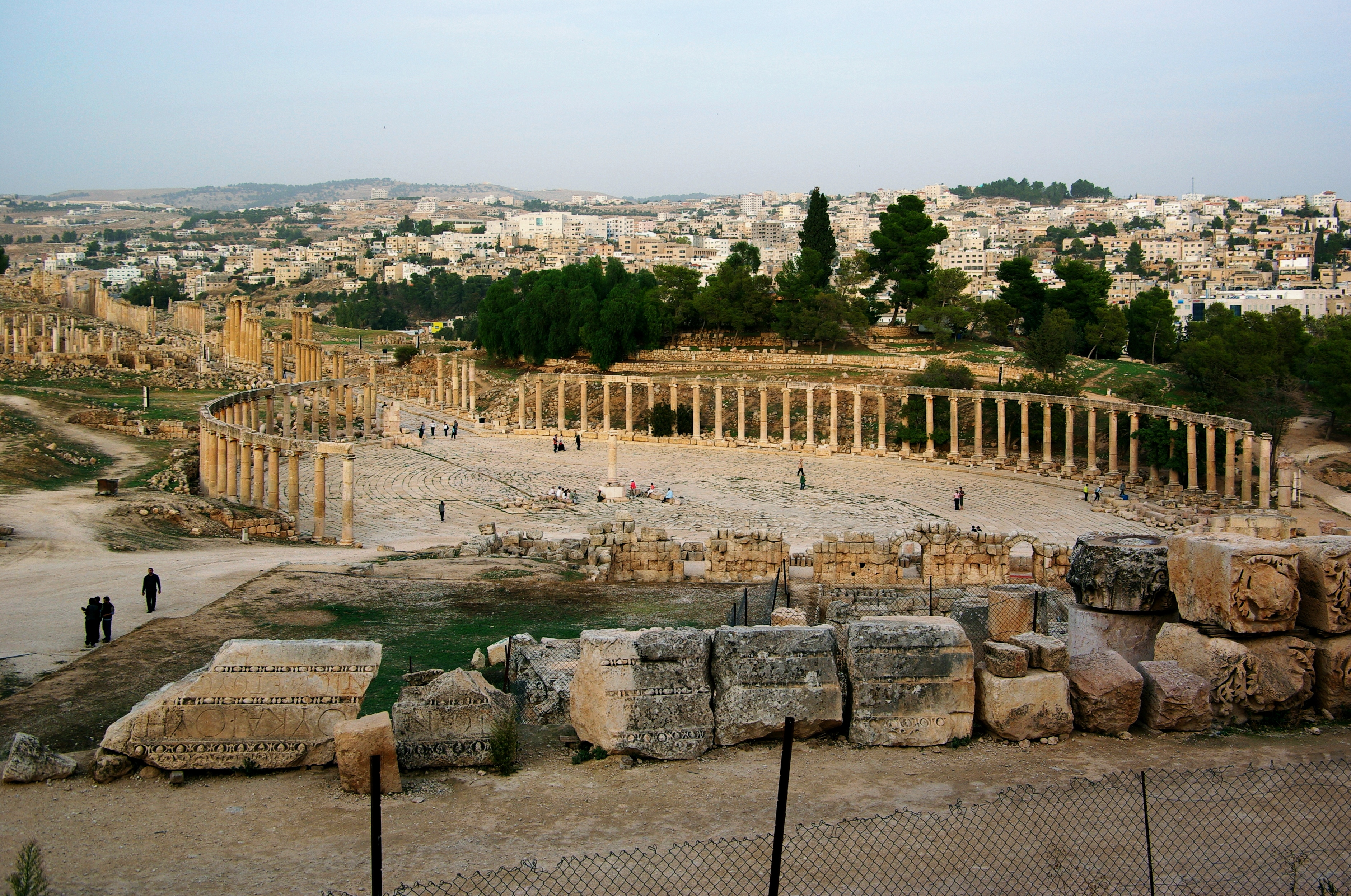
ゲラサの円形広場

デカポリス(Decapolis)は、新約聖書の福音書に登場するガリラヤ湖南方のヨルダン川両岸（主に東岸）の広大な地域に存在するパレスチナにおけるギリシアの10の植民地の町の総称である。「10の町」という意味である。
10の町は、ガダラ、カナタ、ゲラサ、スキトポリス、ダマスコ、ディオン、ヒッポス、フィラデルフィア、ペラ、ラファナの町々である。これらは、アレクサンドロス3世（大王）の後継者たちによって建てられた。うちダマスコだけは北方に離れて位置し、ヘレニズム以前からの古い歴史を持つ。
これらの都市は、東方におけるギリシア都市として、ギリシア語を話す移民の者たちを多く引き付け、アラム語文化圏の中におけるヘレニズム文化の中心になっていた。またここにあげられた10都市以外にも多くのヘレニズム都市がこの地域には散在していた。
前63年にポンペイウスが率いるローマ軍によってユダヤ人支配から解放された。また、免税の特権が与えられ、自治通商のために都市同盟を結んで、シリア総督の支配下におかれていた。
ヨセフスと大プリニウス（二人とも西暦1世紀の人物）の著作や、西暦2世紀のプトレマイオスもデカポリスについて言及している。

## 聖書
この地方の多くの群集はイエス・キリストに従い、イエスはこの近くで悪霊を追い出した。イエスはツロからガリラヤ湖畔に行く途中に通過した。